# Hypermaepha sanguinea
Hypermaepha sanguinea là một loài bướm đêm thuộc phân họ Arctiinae, họ Erebidae.